# K2-18b
K2-18b, também conhecido como EPIC 201912552 b, é um exoplaneta que está orbitando em torno de K2-18, uma estrela anã vermelha, localizada a cerca de 124 anos-luz (38 pc de distância a partir da Terra, na constelação de Leão) Ele é 2,6 vezes o raio e 8,6 vezes a massa da Terra. O planeta completa uma órbita a cada 33 dias e tem um Índice de similaridade com a Terra (ESI) de 0,73. O K2-18b é o único exoplaneta conhecido por ter água e temperaturas que podem sustentar a vida.
Este planeta foi descoberto pela sonda espacial Kepler, durante a sua missão estendida K2, Campanha 1. A assinatura da velocidade radial deste planeta é mascarada por variações devido à atividade estelar, impedindo uma determinação exata da massa. K2-18b pode ser um alvo interessante para estudos atmosféricos de exoplanetas em trânsito.

## Características físicas
Devido a seu elevado raio, ligeiramente menor do que Kepler-22b, este planeta pode ser um "mundo oceânico", comparável ao Gliese 1214 b, que é conhecido por ser um planeta rico em água, ou poderia ter um escudo exterior gasoso semelhante a Kepler-11f um dos menores planetas gasosos conhecidos.

### Atmosfera
Em 12 de setembro de 2019, de acordo com informações obtidas do telescópio espacial Hubble, foi detectado vapor d'água nesse exoplaneta. A atmosfera é rica em hidrogênio com uma quantidade significativa de vapor de água. Os níveis de outros produtos químicos, como metano e amônia, estavam abaixo do esperado para essa atmosfera.
A densidade de K2-18b é cerca de 2,67+0,52
−0,47 g/cm3—intermédia entre a da Terra e a de Neptuno—, o que implica que o planeta possui um invólucro rico em hidrogénio. O planeta pode ser rochoso com um invólucro espesso ou ter uma composição semelhante à de Neptuno - uma composição semelhante à de Neptuno implica que, para além de água e rocha, o planeta contém quantidades substanciais de hidrogénio e é menos provável que seja um planeta de água pura com uma atmosfera fina. 

### Possível oceano
A temperaturas que excedem o ponto crítico, os líquidos e os gases deixam de ter fases diferentes e deixa de haver separação entre um oceano e a atmosfera. Não é claro se as observações implicam a existência de um oceano líquido separado da atmosfera em K2-18b, e detetar tal oceano é difícil a partir do exterior; a sua existência não pode ser inferida ou descartada apenas com base na massa e no raio de um planeta.
A existência de um oceano de água líquida é incerta. Antes das observações do Telescópio Espacial James Webb, acreditava-se que um estado supercrítico da água era mais provável. As observações do JWST foram inicialmente consideradas mais consistentemente relacionadas com uma interface fluido-gás e, portanto, um oceano líquido - os gases, como o hidrocarbonetos e o amoníaco, podem ser perdidos de uma atmosfera para um oceano, se é que este existe; a sua presença pode, portanto, implicar a ausência de uma separação oceano-atmosfera. Trabalhos subsequentes concluem que um oceano de magma também pode ser capaz de dissolver amónio e explicar os resultados da observação, mas não para explicar as concentrações observadas de óxido de carbono. Outro artigo sugere que um modelo de oceano de água líquida requer a presença de uma biosfera para produzir uma quantidade suficiente de metano.

## Indícios de vida
Em 2019 foi relatada a presença de vapor de água na atmosfera do K2-18b, chamando a atenção para este sistema. Em 2023, o telescópio espacial James Webb detectou dióxido de carbono e metano na atmosfera do exoplaneta K2-18b. Os dados do JWST foram interpretados de várias maneiras como um oceano de água ou um planeta oceânico de magma com uma atmosfera rica em hidrogénio e um mininetuno rico em gás. K2-18b foi estudado como um mundo potencialmente habitável que, deixando de lado a temperatura, se assemelha mais a um planeta gasoso como Urano ou Netuno do que à Terra.
Em 2023, o K2-18b foi observado com o Telescópio Espacial James Webb, que revelou a presença de moléculas contendo carbono, incluindo metano e dióxido de carbono, na sua atmosfera. A abundância destas duas moléculas e a escassez de amónia suportam a hipótese de que o planeta poderá ser um planeta oceânico com uma atmosfera rica em hidrogénio. Além disso, James Webb também pode ter proporcionado uma possível deteção de uma molécula chamada sulfureto de dimetilo. Na Terra, esta molécula é produzida apenas pela vida, especialmente pelo fitoplâncton.
Espera-se que o exoplaneta seja estudado mais a fundo pelo telescópio espacial ARIEL, que será lançado em 2029. O telescópio ARIEL, tal como o telescópio James Webb, transportará instrumentos concebidos para determinar a composição das atmosferas dos exoplanetas.
Em 16 de abril de 2025, pesquisadores da Universidade de Cambridge anunciaram a possível detecção de atividade biológica em K2-18b. O estudo foi publicado no Astrophysical Journal e tem como principal autor o astrônomo Nikku Madhusudhan.
Os dados foram obtidos por meio do telescópio espacial James Webb e indicam a presença de dois gases na atmosfera do exoplaneta: dimetil sulfeto (DMS) e dissulfeto de dimetila (DMDS). Na Terra, essas substâncias são produzidas exclusivamente por organismos vivos — principalmente seres simples, como o fitoplâncton marinho. Por isso, esses compostos são considerados potenciais bioassinaturas.
Apesar de a descoberta levantar a hipótese de vida microbiana em K2-18b, os cientistas ressaltam que ainda são necessários mais estudos teóricos e experimentais para confirmar a presença de vida.

## Galeria
- Animação artística do sistema estelar K2-18.

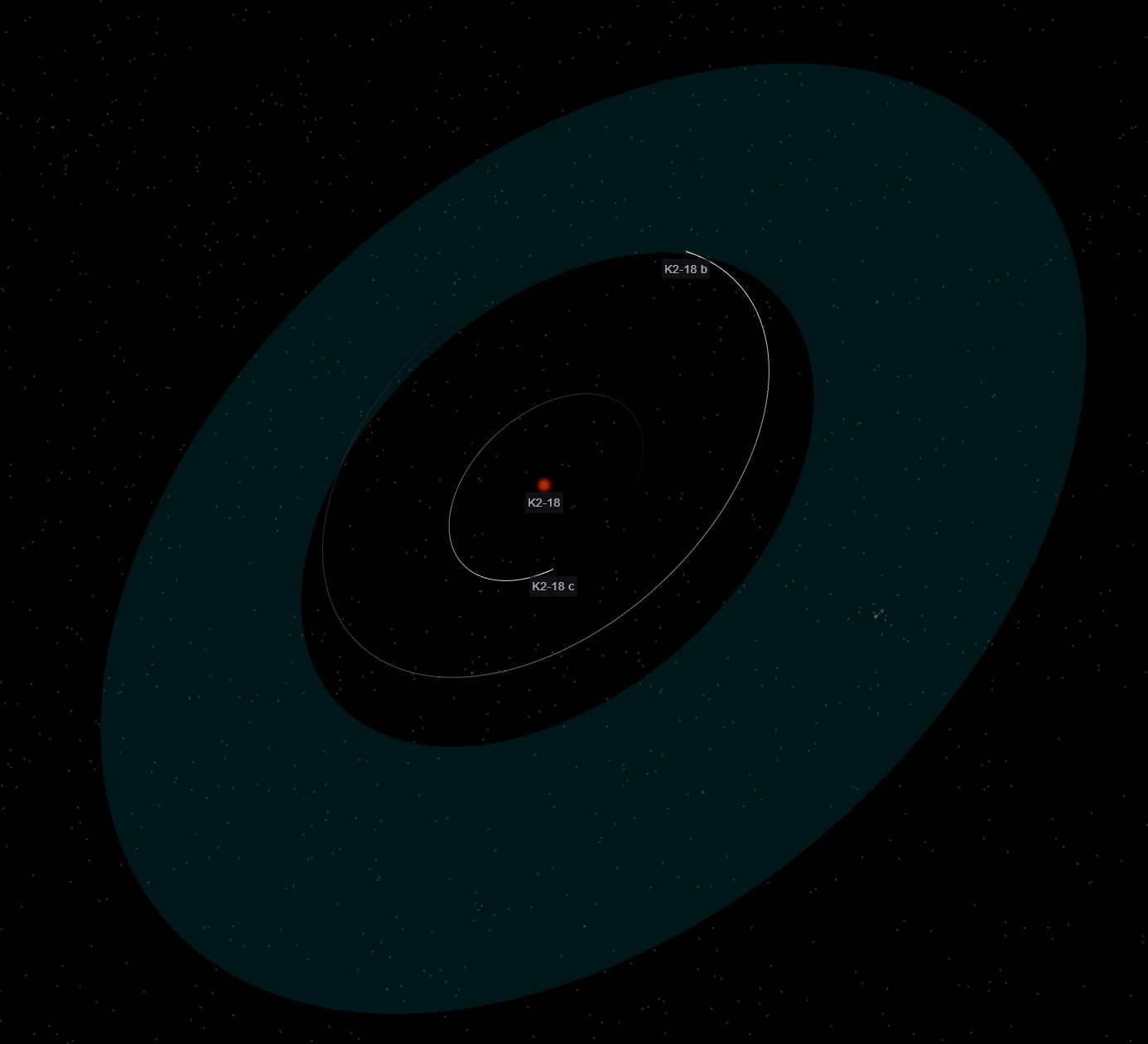
Diagrama do sistema planetário K2-18, mostrando as órbitas de K2-18b e do candidato não confirmado K2-18c, e a zona habitável da estrela.